# Shobhana Bhartia
Shobhana Bhartia, née en 1957, est présidente et directrice éditoriale de HT Media, l'une des plus importantes sociétés d'éditions indiennes, qui publie notamment l'Hindustan Times, un quotidien anglophone. D'abord vice-présidente du groupe, elle en est nommée présidente en septembre 2008, succédant à son père Krishna Kumar Birla, décédé le mois précédent.
Elle a été députée, représentant le Congrès national indien.